# Радіан за секунду
Радіа́н за секу́нду (рад/с) (англ. radian per second, rad⋅s−1 або rad/s) — похідна одиниця SI для вимірювання кутової швидкості, зазвичай позначається грецькою літерою ω (омега). У радіанах за секунду також вимірюється кутова (циклічна) частота. Радіан за секунду визначається як зміна кута орієнтації об'єкта, вираженого у радіанах за кожну секунду.
Кутова частота в один радіан за секунду є еквівалентною «звичайній частоті» величиною {\displaystyle {\frac {1}{2\pi }}} герц, або циклів за секунду. Це пов'язано з тим, що за один цикл обертового об'єкта виконується кутовий поворот на один оберт (360 градусів), що дорівнює 2π радіан. Оскільки кут в радіанах є безрозмірнісною величиною у SI, то радіан за секунду є розмірно еквівалентним герцу — обидва визначаються у с−1.
Один радіан за секунду відповідає приблизно 9,55 обертам за хвилину.
| Кутова (циклічна) частота ω | (Звичайна) частота {\displaystyle \nu =\omega /{2\pi }} |
| --------------------------- | ------------------------------------------------------- |
| 2π радіан за секунду        | точно 1 герц (Гц)                                       |
| 1 радіан за секунду         | приблизно 0,159155 Гц                                   |
| 1 радіан за секунду         | приблизно 57,29578 градусів за секунду                  |
| 1 радіан за секунду         | приблизно 9,5493 обертів за хвилину (об/хв)             |
| 0,1047 радіан за секунду    | приблизно 1 об/хв                                       |
Одиниці радіани за секунду використовуються при обчисленні потужності, що передається валом. У Міжнародній системі одиниць (SI), яка широко використовується у фізиці та техніці, потужність p дорівнює добутку швидкості обертання ω (у радіанах за секунду) та крутного моменту T, прикладеного до вала (у ньютон-метрах). При цьому p = ω ⋅ T потужність буде виражена у ватах без використання додаткових коефіцієнтів. В інших системах одиниць знадобиться додатковий множник. Наприклад, якщо помножити кутову швидкість, виражену в обертах за хвилину (об/хв), на крутний момент у фунт-футах, тоді потрібен додатковий коефіцієнт для перетворення результату в одиниці потужності у кінських силах.